# Clive Carter
Clive Carter (...) è un attore e cantante britannico, noto soprattutto come interprete di musical teatrali.

## Biografia
Carter si diplomò in arti drammatiche alla London Academy of Music and Dramatic Art.
Ha lavorato per numerose produzioni nei teatri del West End, tra le quali: Someone Like You  con Petula Clark, A Man for All Seasons con Martin Shaw, La gatta sul tetto che scotta con Brendan Fraser e Ned Beatty, We Will Rock You, I Love You, You're Perfect, Now Change, Les Misérables (nel duplice ruolo di Feully e Javert), The Phantom of the Opera (prima come Raoul, poi come Monsieur Firmin), Sogno di una notte di mezza estate, La bisbetica domata, Side by Side by Sondheim e Always al Victoria Palace con Shani Wallis.
Ha partecipato anche ad un tour nazionale di Oklahoma!, Putting It Together all'Old Fire Station Theatre di Oxford. Inoltre ha recitato in Macbeth, Enrico V, Come vi piace, 'Tis Pity She's a Whore, A little night music, La professione della signora Warren, Godspell ed ha interpretato Frank-N-Furter in un tour europeo di The Rocky Horror Show.
È stato candidato ad un Laurence Olivier Award per la sua interpretazione del Principe/Lupo in Into the Woods.
Carter ha lavorato anche in televisione, apparendo in serie quali: Rep, EastEnders e Dalziel and Pascoe. Ha anche ricoperto un piccolo ruolo nel celebre film Il codice da Vinci.
Attualmente, Clive Carter ricopre il ruolo del Mago di Oz nella produzione londinese del musical Wicked, dopo aver rimpiazzato Sam Kelly il 29 marzo 2010. Carter ha interpretato il Mago di Oz fino al 10 dicembre 2011, lasciando il musical dopo quasi due anni con buona parte del cast. È sostituito da Desmond Barrit.
Nell'ottobre 2011 è apparso in una versione concertale del nuovo musical Soho Cinders al Queen's Theatre di Londra Nel 2018 torna nel West End con il musical Come From Away, per cui è stato candidato al Laurence Olivier Award al miglior attore non protagonista in un musical. Nel 2021 è il co-protagonista Zidler nella prima londinese del musical Moulin Rouge! e per la sua interpretazione è stato nuovamente candidato al Laurence Olivier Award al miglior attore non protagonista in un musical.
È sposato con Francesca Mariani.

## Filmografia parziale

### Cinema
- Il codice da Vinci (2006)

### Televisione
- Rep - serie TV, 4 episodi (1982)
- EastEnders - serie TV, 2 episodi (2004)
- Dalziel and Pascoe - serie TV, 2 episodi (2007)

## Riconoscimenti
- Premio Laurence Olivier
  - 1991 – Candidatura per la miglior performance in un ruolo non protagonista in un musical per Into the Woods
  - 2019 – Candidatura per il miglior attore non protagonista in un musical per Come From Away
  - 2022 – Candidatura per il miglior attore non protagonista in un musical per Moulin Rouge!